# 名古屋市立六郷北小学校
名古屋市立六郷北小学校（なごやしりつ ろくごうきたしょうがっこう）は、愛知県名古屋市北区山田四丁目にある公立小学校。

## 歴史

### 沿革
- 1981年（昭和56年）4月 - 名古屋市立六郷小学校より分離独立し、名古屋市立六郷北小学校として創立[WEB 1]。
- 2006年（平成18年）5月 - トワイライトスクール設置[WEB 1]。
- 2010年（平成22年）4月 - 特別支援学級（肢体不自由）として「スマイル」学級を設置[WEB 1]。

### 児童数の変遷
『愛知県小中学校誌』（2018年）によると、児童数の変遷は以下の通りである。
| 1981年（昭和56年） | 414人 |  |
| 1987年（昭和62年） | 529人 |  |
| 1997年（平成9年）  | 241人 |  |
| 2007年（平成19年） | 182人 |  |
| 2017年（平成29年） | 145人 |  |

## 通学区域
所管する名古屋市教育委員会は、2018年（平成30年）9月1日現在、北区のうち、矢田町・山田町・山田三丁目・山田四丁目・山田北町の全域および山田一丁目・山田二丁目の各一部
を通学区域として指定している。
また、卒業後の進学先は名古屋市立大曽根中学校となっている。

## 交通アクセス
中央本線・名鉄瀬戸線・名古屋市営地下鉄名城線大曽根駅が最寄り駅である。

### WEB
1. 1 2 3 4  “沿革”.   名古屋市立六郷北小学校. 2017年4月18日閲覧。
2. 1 2  名古屋市教育委員会事務局総務部企画経理課企画統計係 (2018年9月18日). “北区の小・中学校一覧”.   名古屋市. 2018年11月14日閲覧。
3. ↑  名古屋市教育委員会事務局総務部教育環境計画室計画係 (2018年9月1日). “名古屋市立小・中学校の通学区域一覧（北区）” (PDF).   名古屋市. 2018年11月15日閲覧。
4. ↑  名古屋市教育委員会事務局総務部教育環境計画室計画係 (2018年4月1日). “名古屋市立中学校区一覧（小→中）” (PDF).   名古屋市. 2018年11月14日閲覧。

### 文献
1. ↑  六三制教育七十周年記念 愛知県小中学校誌 合同記念誌編集特別委員会 2018, p. 182.